# Esteban Canal
Esteban Canal (Chiclayo, Perú, 19 de abril de 1896 - Varese, Italia, 14 de febrero de 1981), fue un prestigioso jugador de ajedrez peruano que tuvo sus mejores resultados en las décadas de 1920 y 1930. En 1950, recibió el título de Maestro Internacional. Posteriormente la FIDE le concedió honoríficamente el título de Gran Maestro Internacional en 1977.
Canal se estableció en Italia desde 1923 y en ese país desarrolló la mayor parte de su carrera ajedrecística. Tuvo un registro empatado en sus encuentros con el campeón mundial Max Euwe. Esta es su victoria contra Euwe en Venecia 1948 (jugadas escritas en notación algebraica):
1. e4 e5 2. Cf3 Cc6 3. Cc3 Cf6 4. Ab5 Ab4 5. O-O O-O 6. d3 d6 7. Ce2 Ag4 8. c3 Ac5 9. Cg3 Ch5 10. Cf5 Ab6 11. d4 exd4 12. cxd4 d5 13. h3 Axf5 14. exf5 Cf6 15. Axc6 bxc6 16. Ae3 Ce4 17. Tc1 Te8 18. g4 Df6 19. Da4 De7 20. Tfe1 Tad8 21. Rxc6 Rd6 22. Txd6 Cxd6 23. Dc6 Tb8 24. Dxd5 Dd7 25. Af4 h6 26. Ce5 Da4 27. Cc6 Tf8 28. f6 Te8 29. Te7 1-0.

## Legado

### Contribución a la teoría de aperturas
Su contribución a la teoría de aperturas se confirma con la variante que lleva su nombre en la Apertura italiana.

### La «Inmortal peruana»
Canal jugó su partida más famosa, la llamada «Inmortal peruana», en una exhibición de partidas simultáneas. En sólo catorce movidas, sacrificó sus dos Torres y la Dama para terminar con el mate de Boden.
- blancas: Esteban Canal
- negras : NN
- ubicación : Budapest
- año : 1934
- apertura : Escandinava (ECO B01)

1. e4 d5 2. exd5 Dxd5 3. Cc3 Da5 4. d4 c6 5. Cf3 Ag4 6. Af4 e6 7. h3 Axf3 8. Dxf3 Ab4 9. Ae2 Cd7 10. a3 0-0-0?? 11. axb4!! Dxa1+ 12. Rd2! Dxh1 13. Dxc6+! bxc6 14. Aa6# 1–0

## Palmarés
- 1923: 2.º lugar en Trieste (ganador Paul Johner)
- 1926: 2.º lugar compartido en Merano (ganador Edgard Colle)
- 1926: 2.º lugar en Budapest (hinter Maróczy)
- 1927: Ganador en Budapest
- 1929: 10.º de 22 en Carlsbad
- 1933: Ganador en Budapest
- 1936: Ganador compartido en Reuss (con Jakob Silbermann)
- 1948: 2.º lugar compartido en Venecia (ganador Najdorf)
- 1953: Ganador en Venecia

Jugó en la Olimpiada de Ajedrez de Dubrovnik en 1950 en el primer tablero del equipo peruano (+1,=6,-8).